# Cerc, Cluj
Cerc (în maghiară Kisfeneshavas) este un sat în comuna Valea Ierii din județul Cluj, Transilvania, România.

## Istoric
Satul Cerc nu apare pe Harta Iosefină a Transilvaniei din 1769-1773 (sectio 094).
Localitatea este atestată documentar din anul 1840, unde se precizează că la acea dată era un cătun al satului învecinat Finișel ("K.Fenes" pe Harta Iosefină).
Satul fost înființat de către familiile care s-au refugiat din satul Ponorel (județul Alba), în urma revoluției de la 1784 și s-au stabilit pe versantul însorit al muntelui, într-o poiană, unde și-au așezat gospodăriile în formă de cerc, ca o tabără.

## Date geografice
Altitudini = 971-1200 m.